# فيرجينيو فيراري
فيرجينيو فيراري (بالإيطالية: Virginio Ferrari)‏ هو متسابق دراجات نارية إيطالي. نافس في سباقات بطولة العالم لفئة 500 سي سي ولفئة 250 سي سي ولفئة 50 سي سي. كما شارك في بطولة العالم للسوبربايك.

## روابط خارجية
- فيرجينيو فيراري على موقع MotoGP.com (الإنجليزية)
- فيرجينيو فيراري على موقع WorldSBK.com (الإنجليزية)